# Velända
Velända by ligger i Roslags-Bro socken i Norrtälje kommun i Uppland. Velända är en mycket gammal bondebygd vid sjön Ösmaren som en gång var en farled mellan sjön Erken och Östersjön. Det finns ett gravfält öster om orten bestående av 130 fornlämningar som utgöres av 42 gravhögar, omkring 80 runda stensättningar, sex rektangulära stensättningar och en runsten (U 537). Den största högen är tolv meter i diameter och 1,4 meter hög och har en liggande sten på toppen.